# Pomázi kőfejtő Felső-barlangja
A Pomázi kőfejtő Felső-barlangja a Duna–Ipoly Nemzeti Park területén lévő Pilis hegységben található. Magyarország megkülönböztetetten védett barlangjai között van.

## Leírás
Pomáz Ny-i szélén, a Majdán-fennsík letörésénél található kőfejtőben van a barlang bejárata. A nagyon szemetes, fűvel benőtt bányaudvar K-i részén lévő törmelékrézsű felett, a sziklafalban helyezkedik el az átalakított jellegű, függőleges tengelyirányú és négyszög alakú bejárat. A 0,5×0,5 m-es vaslemezajtó nincs lezárva, közvetlenül mellette pedig egy nyitott lyukon is be lehet jutni az első kis terembe, ahol egy DEXION-elemekből épült létra megkönnyíti a lejutást. A kihordott löszös anyag maradékain száradási repedések is megfigyelhetők. Néhány szúnyog, pók, néha meztelencsiga is van a gömbüstös falakon.
A hasadék térformájú barlang lépcsős lejtésviszonyú. Jellemző szelvénytípusa a hasadék és a szilvamag. Tektonikus repedés mentén, korrózió hatására és triász dachsteini mészkő nagyon breccsás típusában oldódott ki az üregrendszer, ezért mindenhol erősen tagoltak a falfelületek. A mészkőképződéskor összetöredezett darabkák közti hézagokat mésziszap, valamint később kalcit töltötte ki. Ez a barlang oldódásakor, majd a későbbi folyamatok miatt nagyon kiemelkedik a felületből, boxwork-jellegűvé téve azt. Az időszakosan beszivárgó csapadék a felszín közelében kis foltokon vermikuláció (leopárdbőr) formákká mossa össze a falon található laza anyagot, löszt.
Könnyű mászással le lehet jutni a lejtős járatban. Néhány méter után jobbra egy nittfülbe akasztott kötél kezdődik, és vezet le a ferde, szűkebb lejtőre. Kb. 2 méter után megint tágabb lesz a hely és meg lehet állni, majd a kötél mentén óvatosan be kell szállni a hasadékba levezető létrára. Szemben, a létra felső részénél őskarsztos üregkitöltés réteges, szürke foltja figyelhető meg. Jobbra a létra mellett sötétbarna, limonitos kitöltés cementálja a kőzetbreccsát a kalciton kívül. A létra alján lévő agyagon is megtalálhatók kimállott apró darabjai. Balra kis folton a szemcsék által megvédett földpiramisok, kalapos agyagtornyocskák vannak. Itt néhol szivárog a víz, és újabb őskarsztos foltok vehetők észre.
Át kell menni egy másik létrára, ami csak két darab, egyenként 2 m hosszú tagból áll. Alján egy bevezető kötél mellett óvatosan át lehet jutni a következő, hosszú létrára. Ezen a részen már teljes szélességében lehet gyönyörködni a tektonikus hasadék mentén kioldódott aknában. A falak mindenhol nagyon tagoltak a kőzet szerkezete miatt, ezért nagy oldásformák nem jöhettek létre. A hasadék elkeskenyedő szélén, ahol az agyag megmaradhatott, több helyen vannak földpiramisok, néhány cm magas, sapkás agyagtornyocskák. Bal oldalon a kőzetet egy időszakos vízfolyás letisztította, és ujjbegykarros felületeket képezett. Ferde aljzatú a hasadék a létra alján. A sáros, csúszós felületen óvatosan kell körülnézni. Felfelé (DNy felé) néhány m-re indul a patakos ág, ami szűk, átbontott agyagszifonokkal díszített kuszoda, nem a fő törési síkban helyezkedik el, de további bontása nagyon nehéz lenne.
Megint egy bevezető kötélszár mentén, vigyázva kell az utolsó létrához menni, amin lemászva, majd a létra másik oldalára átfordulva érhető el az akna alsó része. Ekkor egy majdnem lemezesnek tűnő, a szivárgó víz által teljesen tisztára mosott és erősen kioldott kőzetfelület mellett megy az út. Az akna alsó részén ragadós sárga agyag van. A barlang egyetlen, cseppköves része itt figyelhető meg, amely a kitermelt agyag-sík felett 2,5 m-re a DK-i fal bemélyedésében van. Vékony, kis felületű cseppkőlefolyás, két apró szalmacseppkő és egy kis cseppkőléc található itt. Kb. ez alatt, 1,2 m magasságban áradmányvízből leülepedett agyag alkot a fal kiemelkedő részén egy-két cm magas kúpokat. Felfelé ugyanezen az úton kell menni, ügyelve arra, hogy a nagyon sáros ruhák és cipők nagyon csúsznak. A túrázók gyakorlottságától és a nézelődés mennyiségétől függően az út 1–1,5 óráig tarthat.
A barlang a területen szokatlan méretű, kb. 45 m mély és nagy szelvényű hasadékakna miatt jelentős. A létrákkal jól járhatóvá tett üreg a barlangkutatók, sőt más szakemberek részére is különleges helyet teremt a karsztok belsejében lejátszódó folyamatok bemutatásához. Ugyanígy a mészkőterületek környezetszennyeződésre való érzékenységét is megértheti a látogató. Egy nemrég még mezőgazdasági művelés alatt álló, sík terület alatt a karsztvízszint közeléig lenyúló, hatalmas lefolyó továbbíthat minden szennyeződést.
2006-ban volt először Pomázi kőfejtő Felső-barlangja néven nevezve a barlang az irodalmában. Előfordul a barlang az irodalmában 5. sz. barlang (Kraus 2002), Felső-barlang (Kocsis 1997), Kőfejtő 5.sz.barlang (Kraus 1997), Kőfejtő Felső-barlang (Kraus 1997), Pomázi Felső-barlang (Baja 1998) és Pomázi kőfejtő Felső-barlang (Kárpát 1991) neveken is.

## Kutatástörténet
Az 1967-ben napvilágot látott, Pilis útikalauz című könyvben meg van említve, hogy az Oszoly K-i folytatását képező Majdán-fennsíknak az É-i, Dera-patakra néző oldalában, a Pomáz szélső házai mellett található kőfejtőben három kisebb barlang van. A bányaudvar bejáratától jobbra található barlang bejáratán keresztül kötélen leereszkedve tág terembe lehet jutni, amelyből több elszűkülő, omladékkal elzárt járat kezdődik. Az 1974-ben megjelent, Pilis útikalauz című könyvben, a Pilis hegység és a Visegrádi-hegység barlangjainak jegyzékében (19–20. old.) meg van említve, hogy a Pilis hegység és a Visegrádi-hegység barlangjai között vannak a Majdán-fennsík üregei és a Pomázi-kőfejtő üregei. A Pilis hegység barlangjait leíró résznek a Majdán-fennsík üregeiről szóló leírása megegyezik az 1967-ben kiadott útikalauz Majdán-fennsík üregeit bemutató leírásával. Az 1991-ben megjelent útikalauzban meg van ismételve az 1967-es útikalauzban lévő ismertetés, amelyben a pomázi kőfejtőben lévő három kis barlang van bemutatva. A Kárpát József által 1991-ben írt összeállításban meg van említve, hogy a Pomázi kőfejtő Felső-barlang (Pomáz) 15 m hosszú és 8 m mély.
Az 1997. évi MKBT Műsorfüzetben szó van arról, hogy a pomázi Öreg kőfejtőben lévő Felső-barlangban továbbjutott az Anubisz Barlangkutató Csoport. A barlang talpszintjének agyagkitöltésében a csoport tagjai kutatóaknát mélyítettek és kb. 2 m mélységben egy 45° lejtésszögű, 2,5 m átmérőjű akna szájába jutottak. A beszállási ponttól 5 m-re a járat függőleges lett, ezért csak kötél segítségével tudtak továbbmenni. A hévizes jellegű, csőszerű aknában 10 m ereszkedés után 8–10 m hosszú és 2–3 m széles tektonikus hasadékba kerültek. Az aknában tovább ereszkedve 48 m mélységben elértek egy kb. 5×10 m alapterületű termet, amely a barlang jelenleg legmélyebb pontja. A terem talpszintjének kitöltésanyagát jól látható suvadási irányú meredek agyaglejtő képezi.
Az aknát átvizsgálva a hasadék oldalfalában 30 m mélységben két továbbjutási pontot is felfedeztek. Az É-i ág enyhén emelkedve követte a főhasadék irányát, míg a másik erre az ágra merőlegesen illeszkedve Ny-i irányba indult. Az É-i ág emelkedő lejtőjén felkapaszkodva egy kis terem oldalfalából kb. 1 m magasságban tipikus gömbfülkék közötti átszakadással megnyílt ablakon át beláttak egy visszhangos, jól huzatoló, járható méretű járatba. A feltételezett nagyméretű terembe az agyagban kerülőjáratot ásva és 3 m hosszú kuszodán átjutva mentek be. A terem 7–8 m hosszú, 4 m széles és figyelemre méltó a terem mennyezetéből felfelé induló tág, pillanatnyilag feltáratlan kürtők 15–20 m-ig belátható része.
A Ny-i ág a kezdeti szakaszán kuszodaként kezdődött. A kuszodában a továbbhaladást egymástól 1–1,5 m-re lévő szokatlan, hordaléklerakódás-szerű, kúpos formájú agyagdombok akadályozták. A dombokat elbontva, kb. az 5. m-nél csatlakozott a járat egy tágasabb gömbfülkébe. E pontról kis bontómunkával még három gömbfülkén átjutva az É-i ág szifonkerülő ablakához hasonló, de annál kissé tágabb üregfal-átszakadást találtak. A szűkületet leküzdve érték el az általuk később Patakos-teremnek nevezett részt. Szerény reményeiket túlszárnyalták a terem méretei, mert annak hossza 14 m, legnagyobb mért szélessége 4 m volt. A mennyezetet néhány helyen 6–7 m-nél nagyobb átmérőjű gömbüstök törik meg. Ezek egyikéből kb. 13–15 m magas és könnyen kimászható vakkürtő indul, amelynek szép gömbfülke van a végén.
A terem talpszintje is figyelemre méltó volt. A belátható rész teljes hosszában a terem közepét két részre osztotta egy 30 cm széles, 50–60 cm mély, kiszáradt patakmeder, amely az oldalfalak tövében lerakott, agyagos, összefüggő hordalékdombok között húzódott. A terem oldalfalából a patakmederbe tartó 10 cm mély bemosódás nyomot vettek észre, melyet követve szűk hasadékon átbújva a patakos teremmel párhuzamosan futó oldalágat találtak. A 15 m hosszú, átlagosan 70–80 cm széles, néhány helyen 5–6 m magas járat végig 30–40°-ban emelkedik és járhatatlanná szűkül feljebb.
Az ágban nagyon szép, érintetlen, hidegvizes oldásformák, az időszakos patakmeder kis mélyedéseiben üvegtisztaságúra csiszolt, áttetsző kalcitgyöngyök figyelhetők meg. Az oldalfalakon teljesen épen kipreparálódott és átkristályosodott több tucatnyi Megalodus váz az ág legnagyobb értéke és fő látványossága. Megkezdték a Patakos-terem patakmedrét követve a terem végében fekvő légréses aláhajlás kitöltésének átbontását. A kitöltést átbontva a járat egy új terembe nyílt, amely kb. harmadakkora, mint a Patakos-terem. Egyre durvább szemcséjű homokos-kavicsos kitöltésben végzik a terem végpontján folyamatban lévő talpszintsüllyesztést. A kiadványban látható a barlang vázlatos hosszmetszet térképe.
Kraus Sándor 1997. május 24-én rajzolt egy olyan helyszínrajzot, amelyen a Pomáz Ny-i részén lévő barlangok földrajzi elhelyezkedése van ábrázolva. A rajzon látható a Felső névvel jelölt barlang földrajzi elhelyezkedése. Kraus Sándor 1997. évi beszámolójában az olvasható, hogy a jelentős, veszélyeztetett, 1997 előtt is ismert Kőfejtő Felső-barlangnak (Kőfejtő 5.sz.barlang) 1997 előtt is volt térképe. A barlang további kutatást igényel. A jelentésbe bekerült az 1997-es helyszínrajz. 1998. május 14-től a környezetvédelmi és területfejlesztési miniszter 13/1998. (V. 6.) KTM rendelete szerint a Duna–Ipoly Nemzeti Park Igazgatóság illetékességi területén, a Pilis hegységben található Pomázi Felső-barlang az igazgatóság engedélyével látogatható.
Az Anubisz Barlangkutató Szakosztály 1998 májusában kezdte el a barlangban lévő akna talpszintjét alkotó agyagkitöltés átbontását. Az adott ponton a szálkőfal mellett 1×1,5 m alapterületű aknát hajtott. 3 m mélyen az oldalfalon aláhajlás volt látható. A bontás 1,5 m vízszintes irányú agyagkitöltés átbontása után légteres, kúszható méretű járatra lyukadt. A kuszoda talpszintjét lesüllyesztve 13 m-t előrejutva lett elérve a végpont. Itt a járat vízszintesen húzódó szálkő mennyezete emelkedni kezdett hirtelen, majd függőleges irányban eltűnt az agyagos-homokos kitöltésben. A szálkőfal mellett felbontva még egy 3 m-es kuszoda következett. A járat végpontján található gömbfülkéből nagy terembe lehetett látni. A terem 8 m széles, 9 m hosszú és 6–10 m magas. A terem oldalfalában kb. 4 m magasságban szűk átszakadással kezdődő járat folytatódik. A kuszoda jellegű járat 15 m hosszú, a végponti kitöltés anyaga kvarchomok.
Az 1999. évi Pomázi Polgárban meg van említve, hogy a Pomázi Felső barlang 40 m mély és eddig két irányba ágazik el. A sziklafalban megkövesedett csontokat, hatalmas termeket fedeztek fel a kutatók, illetve olyan nyomokat, amelyek az ősi Dera-patak hordalékát viselik. A folyóiratban publikálva lett a barlang hossz-szelvény térképvázlata. A barlang 2002-ben készült állapotfelvételi kéziratában szó van arról, hogy a 4820/71 barlangkataszteri számú Pomázi kőfejtő Felső-barlang másik neve 5. sz. barlang. A barlang sziklafalban lévő bejárata 157,584 m tszf. magasságban van. A lezárt bejárata mellett lévő másik bejárata mesterséges jellegű, háromszög alakú, lejtő tengelyirányú, 0,35 m széles és 0,7 m magas.
A barlang becsült hossza kb. 100 m. A vázlatosan felmért barlang kb. 45 m függőleges kiterjedésű, nincs magassága és kb. 45 m mély. Kb. 40 m vízszintes kiterjedésű és kb. 400 m³ térfogatú. Kőfejtés közben néhány üreg nyílt meg a pomázi kőfejtőben, pl. az a lösszel kitöltött üreg is, amit a kőbányászat befejezése után az Anubisz Barlangkutató Csoport 199?-ben kezdett el bontani. A legalsó létra alján lévő ragadós sárga agyagban ástak előre a kutatók egy kuszodányi járatot 1998-ban. A kitermelt anyagot zsákokból készített fal mögött halmozták fel. A bontáskor homok- és agyagrétegeket harántoltak. A feltáráskor használt műanyag edények és zsákok a hasadék szélén vannak elhelyezve. Ezeket néha egy-egy denevér is meglátogatja, amiről a penészes guanó-pöttyök árulkodnak. Itt 10,5 °C a hőmérséklet.
2005. szeptember 1-től a környezetvédelmi és vízügyi miniszter 22/2005. (VIII. 31.) KvVM rendelete szerint a Duna–Ipoly Nemzeti Park Igazgatóság működési területén, a Pilis hegységben található Pomázi Felső-barlang a felügyelőség engedélyével látogatható. A Duna–Ipoly Nemzeti Park Igazgatóság működési területén, a Pilis hegységben elhelyezkedő és 4820/71 kataszteri számú Pomázi kőfejtő Felső-barlangja, 2006. február 28-tól, a környezetvédelmi és vízügyi miniszter 8/2006. KvVM utasítása szerint, megkülönböztetett védelmet igénylő barlang.
2007. március 8-tól a környezetvédelmi és vízügyi miniszter 3/2007. (I. 22.) KvVM rendelete szerint a Duna–Ipoly Nemzeti Park Igazgatóság működési területén lévő Pilis hegységben elhelyezkedő Pomázi Felső-barlang az igazgatóság engedélyével tekinthető meg. A Duna–Ipoly Nemzeti Park Igazgatóság működési területén lévő és 4820-71 kataszteri számú Pomázi kőfejtő Felső-barlangja, 2012. február 25-től, a vidékfejlesztési miniszter 4/2012. (II. 24.) VM utasítása szerint, megkülönböztetetten védett barlang. 2013. július 19-től a vidékfejlesztési miniszter 58/2013. (VII. 11.) VM rendelete szerint a Pomázi Felső-barlang (Pilis hegység, Duna–Ipoly Nemzeti Park Igazgatóság működési területe) az igazgatóság hozzájárulásával látogatható.
Polacsek Zsolt, Tóth Attila, Vendégh Mátyás és Pál Zsolt 2015 februárjában, a Duna–Ipoly Nemzeti Park Igazgatóság megbízásából felmérték a barlangot. Polacsek Zsolt és Ba Julianna a felmérés adatainak felhasználásával megszerkesztették a barlang alaprajz térképét és 8 keresztmetszet térképét. Ezek a térképek 1:100 méretarányban mutatják be a barlangot. Megrajzolták a Kürtős-terem–barlangbejárat–Óriás-terem rész hosszmetszet térképét. Ez a térkép 1:200 méretarányban mutatja be a barlangot. Elkészítették a barlangbejárat–9. pont–Homokozó rész hosszmetszet térképét. Ez a térkép 1:200 méretarányban szemlélteti a barlangot. A felmérés szerint 158,01 m tszf. magasságban van a barlang bejárata, legmélyebb pontja pedig 47,05 m mélyen helyezkedik el. 2021. május 10-től az agrárminiszter 17/2021. (IV. 9.) AM rendelete szerint a Pomázi Felső-barlang (Pilis hegység, Duna–Ipoly Nemzeti Park Igazgatóság működési területe) az igazgatóság engedélyével látogatható. A 13/1998. (V. 6.) KTM rendelet egyidejűleg hatályát veszti.